# Ludwig Moser
Ludwig Moser (1833 – 1916) è stato un artista austriaco della lavorazione del vetro.
Nel 1857 aprì a Karlovy Vary in Repubblica Ceca (allora Impero austro-ungarico) un atelier di lavorazione del vetro in cui operavano molti artisti indipendenti, ma è nel 1892 che, ingrandendosi e iniziando una propria lavorazione del cristallo, diventa una vera e propria manifattura con 400 operai, la Karlsbaderglasindustrie Gesellschaft Ludwig Moser & Söhne.
Le sue caratteristiche sono le materie con cui sceglie di lavorare ed i tipi di lavorazione, in un connubio che vede strettamente interdipendenti le due parti. Così, riguardo alla prima, la scelta, non casuale, cade sul tipico cristallo di Boemia, quel vetro al calcio e al potassio, più leggero e meno rifrangente del cristallo al piombo, ma che può facilmente essere intagliato ed inciso, oltre ad offrire una migliore aderenza alle decorazioni in oro, segno distintivo di tutta una linea di produzione della Moser, che si manifesta in un fregio inciso con un motivo classico all'antica e poi dorato, che corre tutto intorno al vaso. Accanto a questo un altro decoro ricorrente è un motivo floreale profondamente inciso e intagliato su cristallo chiaro, spesso rifinito con un'ulteriore applicazione di cristallo colorato.